# Jacques Majorelle
Pour les articles homonymes, voir Majorelle.
Jacques Majorelle, né le 7 mars 1886 à Nancy et mort le 14 octobre 1962 à Paris, est un peintre orientaliste français. Le jardin de sa villa de Marrakech deviendra le jardin Majorelle.

## Biographie
Fils de l’ébéniste Louis Majorelle, Jacques baigne, dès son enfance, dans le courant art nouveau de l'École de Nancy. Il accompagne fréquemment son père dans ses ateliers. Il s'inscrit en 1901 à l'École des beaux-arts de Nancy en section Architecture et Décoration.
Dès 1903, Jacques Majorelle s’éloigne peu à peu de Nancy et de son père. Il préfère devenir peintre et part à Paris. Il s'inscrit à l’Académie Julian où il suit des cours à l'atelier de Schommer et Royer.
Il voyage en Espagne et en Italie. Il expose en 1908 à Paris à la Société des Artistes Français. Souffrant d'une maladie pulmonaire, il recherche les climats chauds et secs ; en 1910, il découvre l’Égypte, et visite le site archéologique de Nag-Hammadi (été 1914).
Réformé à cause de sa maladie, il ne participe pas à la Première Guerre mondiale. En 1917, il arrive au Maroc et s’installe à Marrakech. Il donne l'année suivante une première exposition dans le hall de l’hôtel Excelsior, à Casablanca.

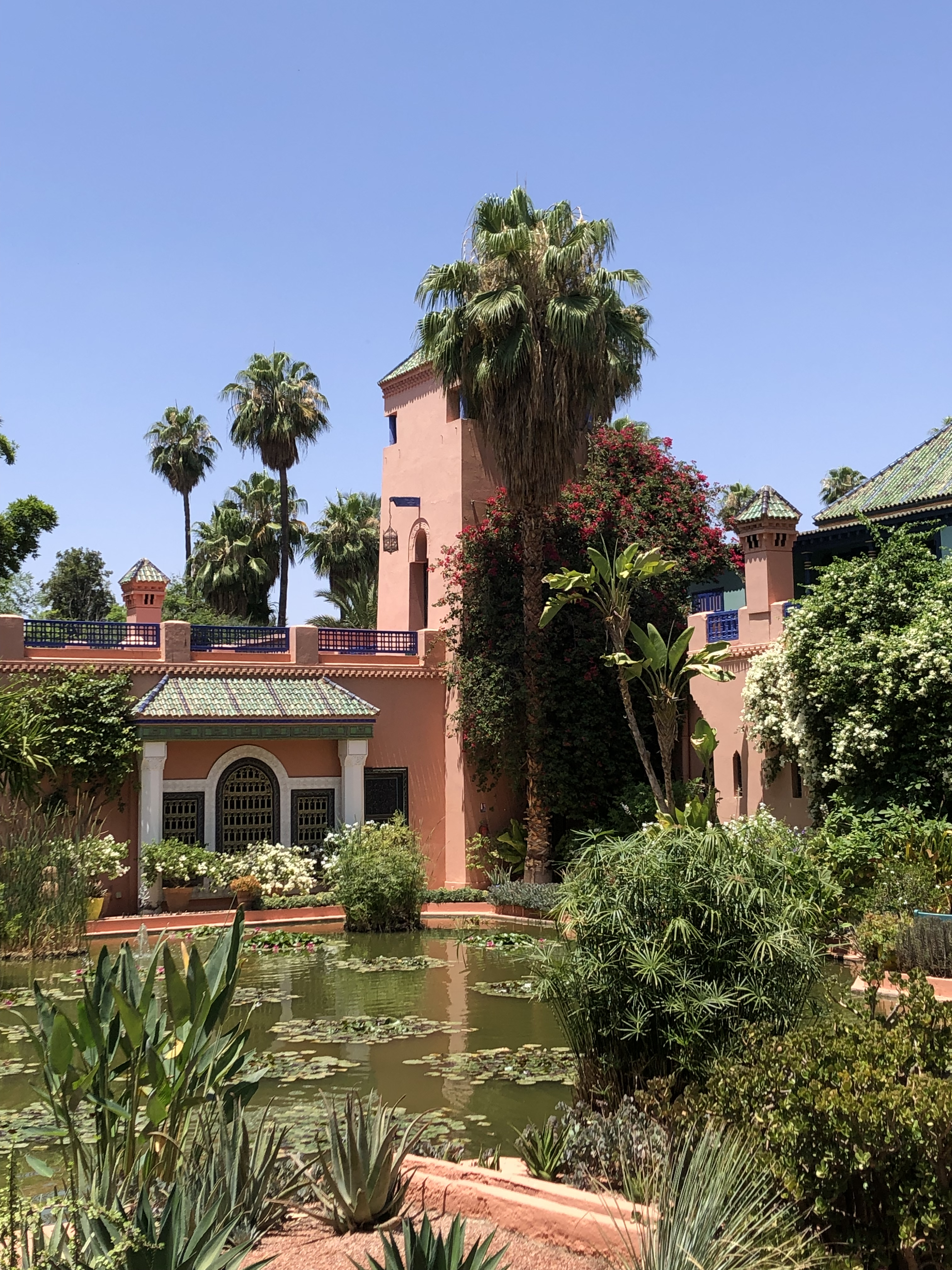
Villa Saf Saf.

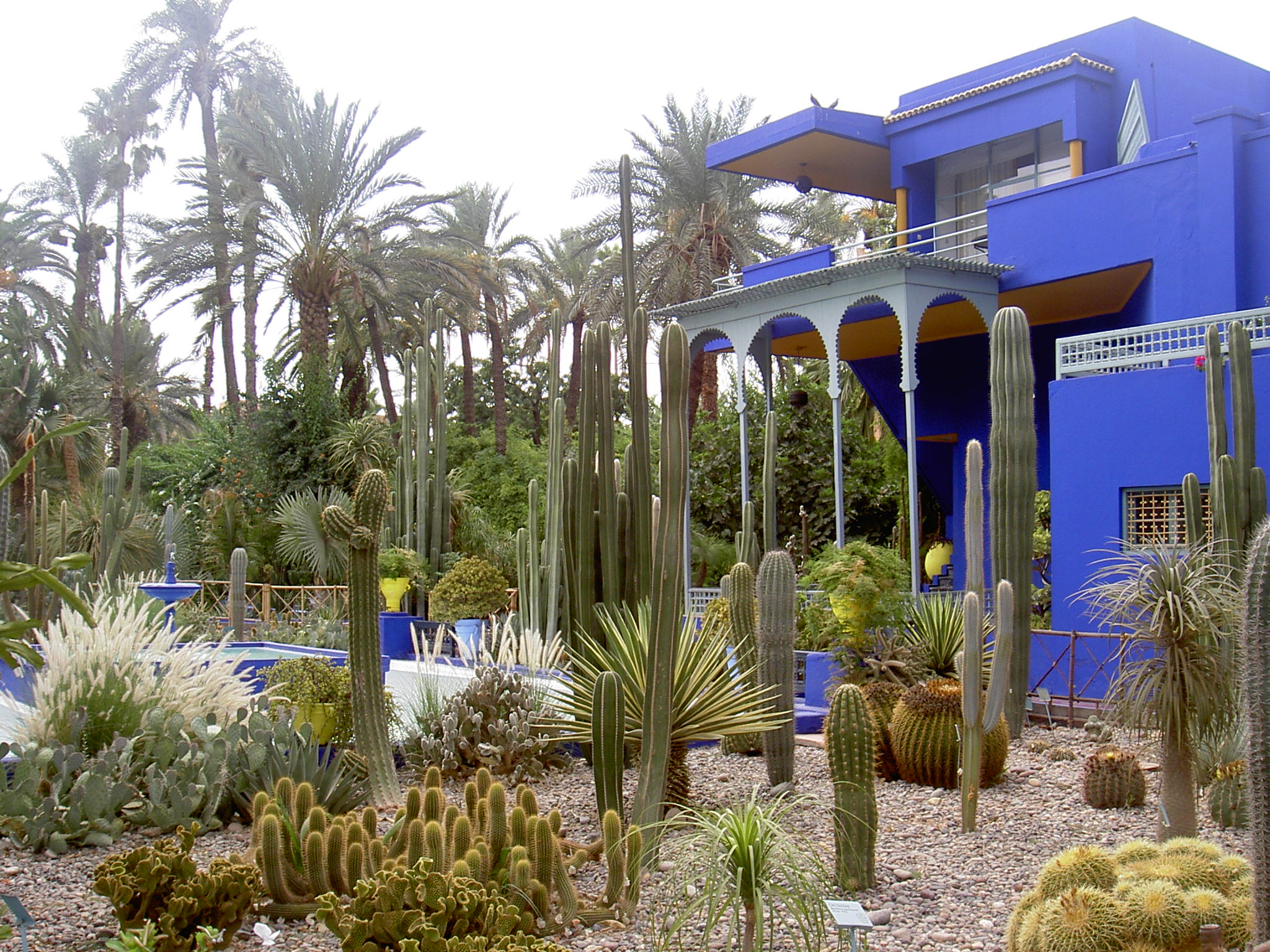
L'atelier de Majorelle à Marrakech.

En 1919, il épouse Andrée Longueville, née à Lunéville et arrivée avec lui au Maroc. Puis, il fait sa première expédition dans le sud du pays. Il publie à son retour Carnet de route d’un peintre dans l’Atlas et l’Anti-Atlas, journal relatant son périple. Il réside alors dans un riad de la Medina, près de Bab Doukhla. 
Il peint le plafond de l'hôtel La Mamounia de Marrakech. En 1923 il achète un terrain en bordure de la palmeraie de Marrakech, au nord-ouest de la médina, dans le quartier de Rouidat. En 1924 il y fait construire sur des propres plans une villa, libre transposition d'une demeure traditionnelle marocaine, qu'il nomme villa Bou Saf Saf. Sur un terrain adjacent acquis en 1929, il fait construire en 1932 par le cabinet d'architectes Robert Poisson et Paul Sinoir une  "villa atelier" qui rappelle le style de Le Corbusier, alternant entre le traditionnel inspiré du Maroc avec une architecture mauresque (les fenêtres et le sol), et le moderne érigé dans un style Art déco en vogue à cette époque,.  Au début des années 50, il y installe sa résidence avec sa nouvelle compagne; en 1954 une séparation attribue la villa Bou Saf Saf à sa première épouse, l'artiste ne conservant plus que la demeure art déco et la moitié du jardin.
Il implante dans le jardin de nombreuses espèces : orangers, cocotiers, bananiers, yuccas, jasmins, bananiers, bougainvilliers, fuchsias, cactus et agaves. Il y aménage des bassins, jets d’eau, pergolas et allées.
Dès 1921, il effectue un premier voyage de quatre mois dans le Haut-Atlas. En 1926, son père meurt à Nancy et Jacques poursuit son exploration de l’Atlas. Il y fera plusieurs autres séjours ainsi que dans le sud marocain: Kasbah de Taourirt à Ouarzazate, vallée de l'Ounila, Anemiter. En 1931, il expose au pavillon marocain et à celui des Beaux-Arts de l'Exposition Coloniale Internationale. En 1937, il réalise deux toiles de très grande taille pour décorer l'Hotel de ville de Casablanca. De 1945 à 1954, il fait plusieurs voyages au Mali, en Guinée, au Sénégal et en Cote d'Ivoire.
En 1937, il peint sa villa de couleurs vives, dominées par un bleu outremer auquel il donne son nom. En 1947, il ouvre son jardin au public. En 1955, il est amputé d’un pied à la suite d'un accident de voiture. Il divorce en 1956 puis se remarie en 1961.
Le 14 octobre 1962, il meurt à Paris, ville où il a été rapatrié à la suite d'une fracture du fémur. Il est inhumé à Nancy au cimetière de Préville, au côté de son père.

## Production artistique

### Style
Dès ses premières expositions à Nancy, dans les années 1908-1914, il est comparé au peintre Félix Ziem. Il cherche à réinventer l'orientalisme, s'éloignant de la recherche d'exotisme au profit de l'authenticité, notamment dans son travail sur l'Atlas,. Il s'intéresse particulièrement à l'aspect médiéval des sites qu'il visite, comme le montre son recueil de 1930, Les Kasbah de l'Atlas marocain.
Au début des années 1930, il produit des nus de personnes Noires : son trait est aussi précis que celui d’Émile Friant, mais ce qui fait leurs succès, c'est le traitement des couleurs cuivrées de la peau, grâce à l'utilisation de poudres métalliques rehaussant la peinture. Ces peintures le rendent célèbres à Paris, où elles s'intègrent dans une mode plus vaste qui célèbre Joséphine Baker ou le jazz.

### Participation au projet colonial
Le travail pictural et urbaniste de Jacques Majorelle s'inscrit dans le projet du maréchal Lyautey qui cherche à « construire un monde nouveau » dans les colonies françaises.

## La villa et le jardin Majorelle aujourd'hui
Yves Saint Laurent et Pierre Bergé découvrent le Jardin Majorelle en 1966, au cours de leur premier séjour à Marrakech. Ils achètent la propriété en 1980. Les nouveaux propriétaires décident d’habiter la villa de l’artiste, rebaptisée Villa Oasis, et entreprennent d’importants travaux de restauration du jardin pour « faire du jardin Majorelle le plus beau jardin, celui que Jacques Majorelle avait pensé, envisagé ». L’atelier du peintre est transformé en un musée berbère ouvert au public ainsi que les jardins du Jardin Majorelle, avec une exposition d’œuvres Haute couture de la collection Yves Saint Laurent et Pierre Bergé.

### Le bleu Majorelle

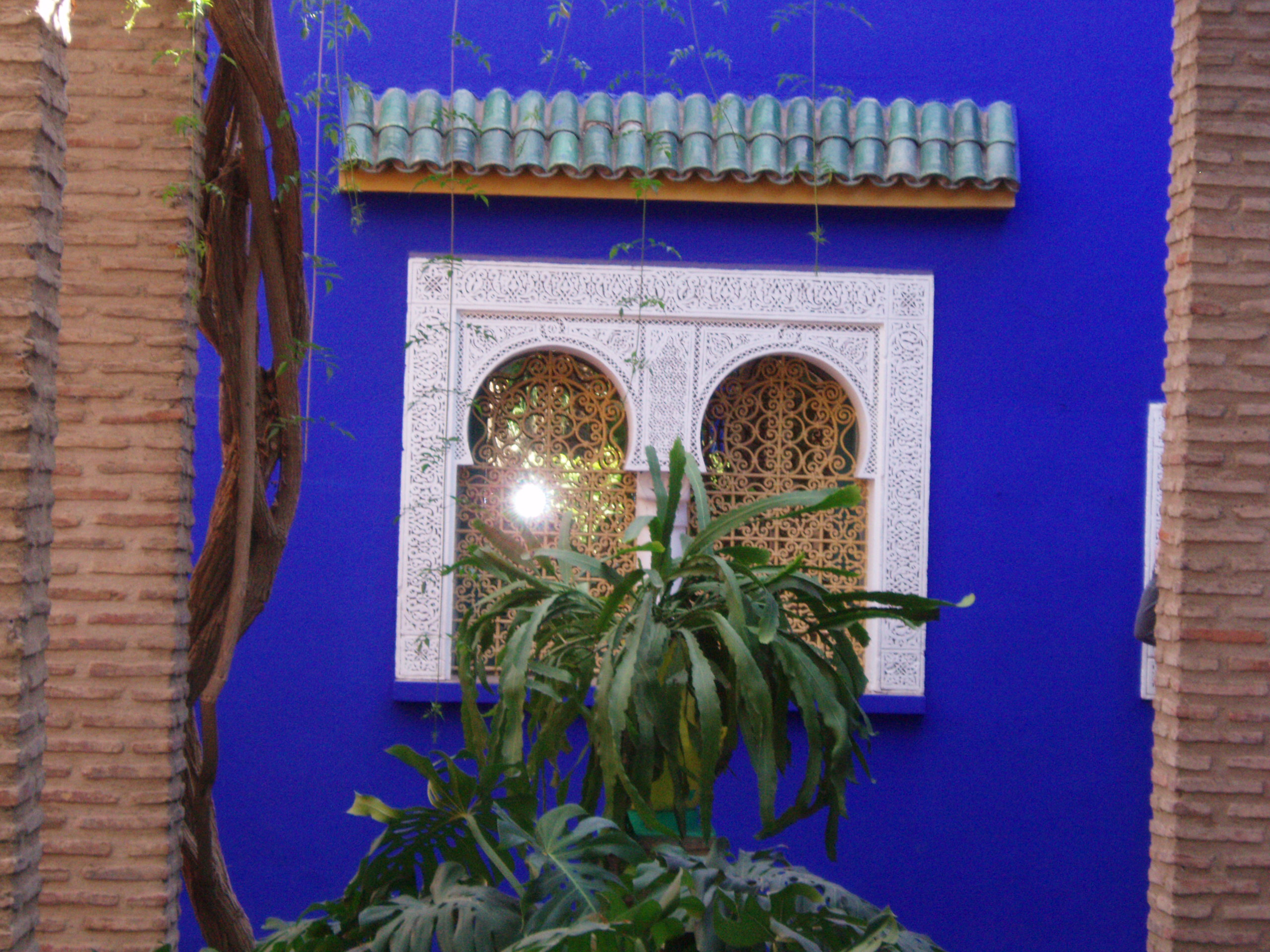
Mur peint en bleu Majorelle.

Un marchand de couleurs a vendu un pigment minéral Bleu de Majorelle. On trouve encore en peinture pour la décoration bleu Majorelle ; en vernis à ongles on trouve un N°18 Bleu Majorelle.
Ce bleu est en fait un bleu outremer intense, légèrement violacé, censé inspirer la détente, la relaxation, utilisant à cet effet sa légère teinte de violet pour adoucir sa couleur, et ainsi engendrer une nuance plus douce[réf. nécessaire].

## Œuvres

### Affiches et illustrations
- Paris-Lyon-Méditerranée. Le Maroc par Marseille, affiche (1926).
- Les Kasbahs de l'Atlas, portfolio en 520 exemplaires, édition de Lucien Vogel chez Jules Maynial (1930). Avec une Lettre-Introduction du Maréchal Lyautey   et une Préface de Pierre Mac Orlan. L'ouvrage comprend 30 planches tirées en quadrichromie avec des rehauts d'or et d'argent sur papier métallisé et montées sur carton. Il est contenu dans un livret relié en tissu ornementé de motifs berbères. Les 30 planches reprennent un ensemble de 30 œuvres de l'artiste principalement réalisées entre 1927 et 1930 et dominées par le thème de la Kasbah de l'Atlas.

### Collections publiques
- Musée des beaux-arts de Nancy
  - Le Souk aux tapis (1924), Marrakech, huile sur toile (80 × 103 cm).
  - Danse Ahwach Femmes Berbères (vers 1940), huile sur carton.
  - Ighil N'oro, le Mellah (1922), huile sur carton (52 × 63 cm).
  - Ito et Zara (vers 1935), technique mixte et rehauts métalliques (70,7 × 53,5 cm).
  - Album, Les Kasbahs de l'Atlas (1930, 39 × 29,8 × 7 cm).
  - Deux nus noirs aux bananes (vers 1931-1935), crayon graphite, fusain, sanguine et rehauts métalliques sur papier.

- Musée de l'École de Nancy
  - Le Carré de choux (1904), aquarelle et technique mixte sur papier marouflé sur bois (58 × 75 cm).
  - Portrait de Louis Majorelle (1908), huile sur toile (111,7 × 82,2 cm).
  - Burano, maisons roses (1908), huile sur bois (46 × 55,5 cm).
  - La Lessive à Santa Margarita (1909), huile sur bois (46 × 55 cm).
  - Venise, porte gothique (1909), huile sur bois (56 × 46,5 cm).
  - Marg, Égyptiennes (1912), huile sur toile (162 × 130 cm).
  - Les Porteuses d'eau (vers 1914), eau-forte (42 × 57,5 cm).
  - Le Maroc, le Grand Atlas, vallée d'Ounila (1923), affiche, chromolithographie (100 × 63 cm).
  - Société de géographie du Maroc, Kasbah de Tamdart (1928), affiche, chromolithographie (100 × 63 cm).
  - Nu portant des couffins (vers 1931-1935), sanguine sur papier (66 × 51 cm).
  - Deux nus, attitudes (vers 1931-1935), sanguine sur papier (48,5 × 65 cm).

## Distinctions
- officier de la Légion d'honneur (chevalier en 1929, officier en 1957).
- officier de l'Ouissam alaouite.
- officier d'Académie
- Chevalier de l'ordre du Mérite agricole (chevalier le 19 février 1951)[13]